# Salsola praemontana
Salsola praemontana är en amarantväxtart som beskrevs av Viktor Petrovitj Botjantsev. Salsola praemontana ingår i släktet sodaörter, och familjen amarantväxter. Inga underarter finns listade i Catalogue of Life.